# Número de Platón
El número de Platón  es un número entero al cual Platón hace referencia (de manera engimática) en su diálogo La República (546b). No existe un consenso respecto del valor de este número o sobre su significado, pero 216 es el propuesto más usualmente, aunque 3600 y 12 960 000 también son considerados posibles. Ha sido llamado, asimismo, el "número nupcial" o el "número geométrico perfecto".

## El texto de Platón
En La República, Platón indica las leyes que deben regular los matrimonios y la procreación en el Estado: menciona especialmente un número correspondiente a un período entre las generaciones, usualmente llamado por dicha razón número nupcial. El texto en griego implica insalvables dificultades; hecho por el cual ha conducido a grandes diferencias de léxico y de sintaxis entre las numerosas traducciones, contribuyendo a la imposibilidad de un consenso en la interpretación. 
Aquí debajo el texto en donde es aludido dicho número:
« Ahora bien, dicen las Musas, "en cuanto a vuestra raza humana, aquellos que habéis educado como conductores del Estado, aun cuando sean sabios, tampoco lograrán controlar la fecundidad y la esterilidad por medio del cálculo acompañado de percepción sensible, sino que les pasarán inadvertidas, y procrearán en momentos no propicios. Para una criatura divina hay un período comprendido por el número perfecto; para una criatura humana, en cambio, el número es el primero en el cual se producen crecimientos, al elevarse al cuadrado y aumentar esta potencia,8 comprendiendo tres intervalos y cuatro términos dentro de proporciones numéricas, que son similares o no similares, que aumentan y disminuyen y ponen de manifiesto que todas las cosas se corresponden entre sí y son racionales».
El « número geométrico todo entero » que llamamos el número de Platón, el número geométrico  o el  número nupcial. Se piensa que el « número perfecto » que corresponde a las «criaturas divinas» mencionadas al principio del texto hace referencia al Gran Año del Timeo (39d). Cicerón lo había mencionado ya como « oscuro », no obstante otros autores han visto más bien este pasaje como escrito de manera lúdica.

## Interpretaciones
El significado y el valor de este número no hallan un consenso. El pasaje donde Platón lo introduce ha sido objeto de discusiones desde que fue escrito, y si bien el valor 216 es la más a menudo propuesto, se encuentra también frecuentemente 3600 o su cuadrado,  12 960 000.
Una lista incompleta de autores que lo han estudiado o al menos mencionado contendría a Aristóteles y Proclus en la Antigüedad; de Marsilio Ficino y Gerolamo Cardano en la Renacimiento; de Eduard Zeller, Friedrich Schleiermacher, Paul Tannery y Friedrich Hultsch en el siglo XIX; y nuevos nombres se añaden sin cesar a esta lista.
Parece que en tiempos de Platón y aun un poco después, el significado e incluso el valor de este número eran claros, como lo muestra una observación de Aristóteles. No obstante, medio milenio después, resultaba un enigma para los neoplatónicos, que escribían a menudo del asunto, proponiendo de las interpretaciones numerológicas, geométricas, o hasta místicas. Luego, los textos de Platón desaparecieron, y no fue sino en Renacimiento que el enigma resurgió brevemente; después, en el siglo XIX, cuando los textos originales fueron restaurados, el problema reapareció. Schleiermacher interrumpió su traducción de Platón por doce años intentando hallar un sentido a este párrafo. Al principio del siglo XX, descubrimientos arqueológicos trajeron a sugerir un origen babilónico a esta cuestión.
El significado exacto del « número nupcial » fue así perdido, aunque ciertos autores consideran que se trata de duraciones que marcan la necesaria degradación del orden perfecto del Estado; otros no ven más que un enigma recreativo propuesto por Sócrates para girar en burla de los que toman este tipo de cálculos de forma seria. Es por ello que muchos de los análisis modernos intentan sólo de desencriptar las indicaciones del texto, para resolver el enigma aritmético que enuncia. La mayoría de las comentaristas sugieren así como el valor del número de Platón está 216,  porque es el cubo de 6, remarcable como la suma de los cubos de la terna pitagórica (3,4,5):{\displaystyle 3^{2}+4^{2}=5^{2}} y {\displaystyle 3^{3}+4^{3}+5^{3}=6^{3}=216}
Sus análisis han sin embargo tendientes a descuidar la segunda parte del texto, donde otros números y sus relaciones están descritos. Las opiniones sobre tal tema tienden a proponer 480 000 y 270 000,  pero sin acordar sobre los detalles. Así, se ve a veces la observación según la cual {\displaystyle 48\times 27=36\times 36=1296=6^{4}} ; otras interpretaciones utilizan  48+27=75. No obstante, la mayoría de las analistas que utilizan estos números desembocan para el número de Platón al valor {\displaystyle 60^{4}=12\,960\,000} ; Marc Denkinger, comentando al respecto en los trabajos iniciados con Friedrich Hultsch y que continuaron durante medio siglo, intenta demostrar que este valor responde tres maneras diferentes a las condiciones del enigma.
Entre los demás valores propuestas para el número de Platón, se encuentra :
- ,{\displaystyle 17500=100\times 100+4800+2700} por Otto Weber (1862) ;[12]
- {\displaystyle 760000=750000+10000=19\times 4\times 10000}, 19 que es {\displaystyle ({\tfrac {4}{3}}+5)\times 3}, así como el número de años del ciclo metónico;[3]
- {\displaystyle 8128=2^{6}\cdot (2^{7}-1)}, un número perfecto propuesto por Gerolamo Cardano, el cual sabía que estos números  son descomponibles en cubos de números impares consecutivos:[13]{\displaystyle 8128=1^{3}+3^{3}+5^{3}+\dots +15^{3}}
- {\displaystyle 1728=12^{3}=8\cdot 12\cdot 18}, por Marsilio Ficino (1496);[14]
- {\displaystyle 5040=144\times 35=(3+4+5)^{2}\cdot (2^{3}+3^{3})} por Jacob Friedrich Fries (1823).[15]